# Bang Dae-du
Bang Dae-du   (Gyeongsan, 14 d'octubre de 1954) és un lluitador sud-coreà, ja retirat, especialista en lluita grecoromana, que va competir durant les dècades de 1970 i 1980.
El 1984 va prendre part en els Jocs Olímpics d'Estiu de Los Angeles, on guanyà la medalla de bronze en la prova del pes mosca del programa de lluita grecoromana. En el seu palmarès també destaca una medalla de bronze al Campionat del món de lluita de 1982, una de bronze als Jocs Asiàtics de 1974 i una de bronze a les Universíades de 1981.